# Radja
Radja es una banda musical de género rock de Indonesia. La banda se formó en Yakarta el 17 de marzo de 1999. Desde sus inicios la banda se formó por su vocalista Ian Kasela, el guitarrista Moldy Mulyadi, el bajista Shumaç y el baterista Adit. La banda actualmente reside en Bogor. El nombre de la banda Radja, proviene de la palabra bahasa indonesia que significa "Rey". Su primer álbum debut de la banda fue lanzado en el 2001, titulado "Lepas Masa Lalu", que no tuvo mucho éxito al principio. Después de esto, el bajista y el baterista se separaron la banda y fueron reemplazados por el bajista Indra Riwayat y el baterista Seno Wibowo. Tras el lanzamiento de su siguiente álbum titulado, "Manusia Biasa" ("Ordinary Man"), fue lanzado en el 2003. Lo cual se vendió sólo unas 60.000 copias. Su tercer álbum titulado "Langkah Baru" ("Nueva Etapa"), fue un disco recopilatorio de temas musicales de su álbum anterior contando además con otras tres nuevas canciones, que fue lanzado en el 2004. Lo cual se vendió unas 1,2 millones de copias, gracias a este disco la banda fue merecedora de un disco de platino. En el 2006, la banda lanzó su próximo álbum titulado "Bulan 1000" ("1000"), un álbum que contiene temas musicales religiosos del Islam, la producción de este álbum se vendió aproximadamente unas 75.000 copias que sólo estaban disponibles al mercado. Su próximo álbum fue lanzado en abril del 2008, titulada "Membumi".